# Arno Haas

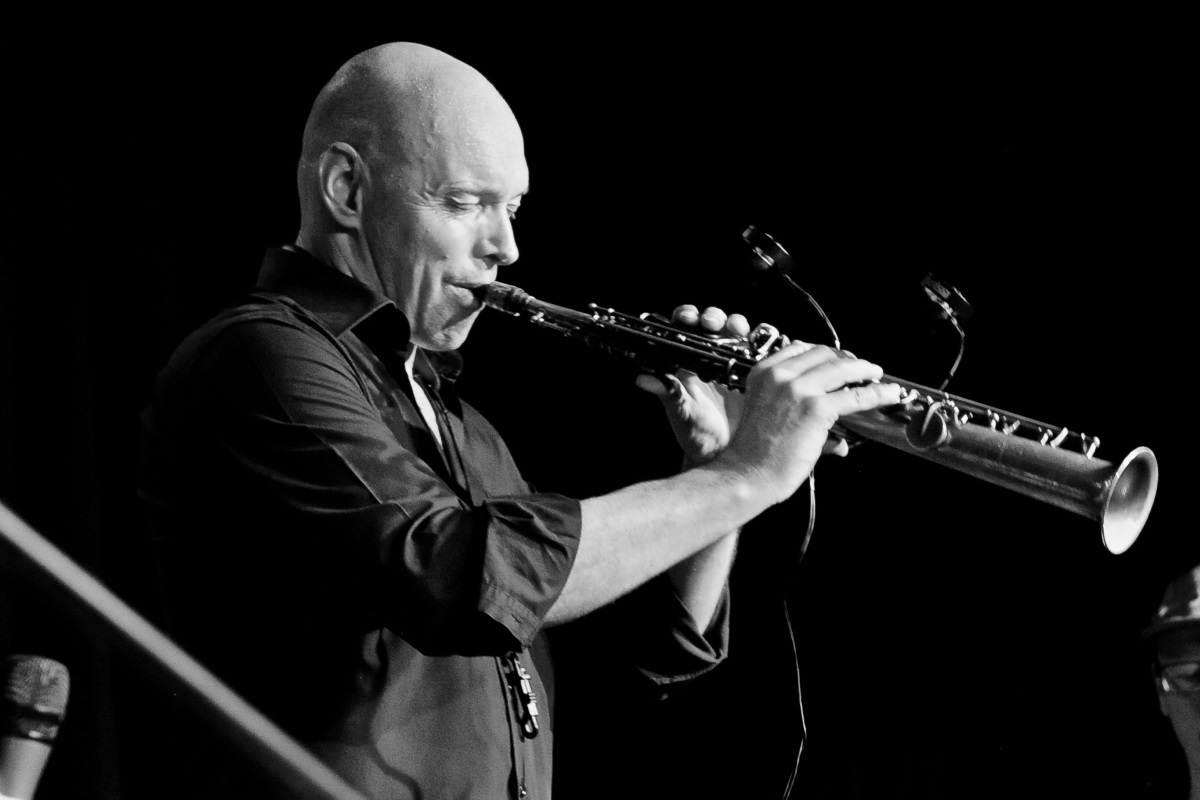
Arno Haas am Sopran-Saxophon 2015

Arno Haas (* 22. Oktober 1965 in Hornberg/Schwarzwald) ist ein deutscher Jazz-Saxophonist, Komponist, Musikproduzent, Artists and Repertoire Manager und Musikverleger.

## Leben und Werk

### Ausbildung
Arno Haas wuchs in einer Musikerfamilie auf und erhielt sehr früh Unterricht in Saxophon, Klavier, Schlagzeug und Akkordeon. Er konzentrierte sich auf das Jazz-Saxophon. Von 1989 bis 1994 studierte er Jazz-Saxophon bei Andy Scherrer an der Swiss Jazz School in Bern und schloss das Studium mit einem Diplom ab. Masterclass- und Privatstudien nahm er bei Joe Lovano und Bob Malach.

### Frühe Jahre
1992 begann seine internationale Tournee- und Studiotätigkeit. Er war mehr als 10 Jahre festes Mitglied der Band des amerikanischen Blues-Musikers Sidney „Guitar Crusher“ Selby und ist bis heute Saxophonist von Jürgen Waideles Conversation. Auch arbeitete er mit Wolfgang Haffner, Ricky Lawson, Franco Ambrosetti im Jazz- und dem Ex-Rolling-Stone Mick Taylor sowie Alvin Lee im Blues-Rock-Genre zusammen.
Als Gastsolist mit bis zu 250 Konzertverpflichtungen pro Jahr arbeitete er unter anderem mit James Moody, Peter Herbolzheimer, Tom Novy, Wencke Myhre, Helene Fischer und dem Duke Ellington Orchestra.

### Solokarriere
Arno Haas widmet sich seit 2013 verstärkt eigenen Projekten und ist unter seinem Namen zusammen mit dem Alvin Mills Project auf Tour. Er schreibt und arrangiert weite Teile seines Repertoire selbst und hat zwei eigene Soloalben veröffentlicht. 2013 legte er mit Magic Hands sein Debütalbum vor, das in Los Angeles von Tom Saviano produziert wurde. Der Musikstil ist funky-groovender Fusion Jazz in amerikanischer West-Coast-Jazz-Prägung.
Im Oktober 2015 erschien seine zweite, ebenfalls in Los Angeles von Saviano produzierte Solo-CD Back To You, an deren Produktion auch Musiker der West-Coast-Jazz-Szene wie Al Jarreau, Tom Saviano, Michael O’Neill, Joel Taylor, Arno Lucas, Chuck Findley, Jamie Hovorka und Reggie Young beteiligt waren. Die Release der CD Back To You in den USA erfolgte am 5. Juli 2016 bei dem Label Skytown Records.
Auf gelegentliche Kritik, sein Stil sei zu sehr an amerikanischen Fusion-Stil angelehnt, entgegnete Haas:

„Ja, ich stehe sehr auf diesen amerikanischen West-Coast Sound. Musik, die ich mache ist immer sehr mit eingängigen Melodien, Singbarem und Tanzbarem verknüpft. Ich selbst sehe mich nicht schubladenmäßig als "Jazzer", der auf irgendein Genre festgelegt wird, sondern vor allem als Saxophonist bzw. Musiker. Ich mache viele, ganz unterschiedliche Sachen. Früher war ich reiner Altist, mittlerweile wechsle ich die Hörner je nach Stimmung der zu spielenden Musik. Also wenn ich ein Markenzeichen kreieren mag dann für die Flexibilität, wobei Sound und Phrasierung immer oberste Priorität haben.“

## Endorsements und Unterricht
- Endorser für P. Mauriat Saxophone (seit 2006)
- Endorser für Jody Jazz Tenor – Mouthpiece (seit 2006)
- Endorser für Jody Jazz Alto – Mouthpiece (seit 2019)
- Endorser für SAXZ Soprano – Mouthpiece (seit 2011)
- Endorser für Florian Popa Sax Ligature (seit 2011)

Als Saxophon-Dozent unterrichtete Haas in Deutschland, Spanien, Ukraine, Taiwan, Thailand, Russland, Indonesien und Hongkong mit Schwerpunkt Instrumentaltechnik und Jazz bzw. Improvisation.

## Produzententätigkeit
Seit 2015 ist Haas als Produzent und Artists-and-Repertoire-Manager bei dem Label Mochermusic und als Musikverleger bei MOHATO Publishing beteiligt.

## Diskographie (Auswahl)
- Arno Haas GRAFFITI (2021), (Mochermusic, MOM-0034)
- Arno Haas Back to You (2015), (Mochermusic, MOM-0004)
- Matthias Kirchgessner Tears of God (2015)
- Arno Haas Meets John Zainer The L. A. Session (2014)
- All About Davenport Liebeslänglich (2014)
- Waidele’s Conversation Power Within (2014)
- Benni Freibott Kind of Invisible (2014)
- Arno Haas Magic Hands (2013),(foxtones, FM 1313)
- Zoff Voices G’strippt (2013)
- Patrick Tompert & Friends Take to the Sky (2013)
- Waidele’s Conversation Still Playin (2009)
- Black Cat Bone Viewpoint (2009)
- Arno Haas/Damir Brajlovic Smooth (2007)
- Waidele’s Conversation Stay a Minute (2004)
- Ivo Antognini Feggári Mou (2003)
- Sorry It’s Jazz Sorry It’s Jazz (2000)
- Waidele’s Conversation Crazy World (1997)
- Black Cat Bone Taylor Made feat. Mick Taylor (1997)
- Ivo Antognini Inspiration feat. Franco Ambrosetti (1997)
- Guitar Crusher Message to Man feat. Alvin Lee (1994)